# Segunda guerra carlista
La guerra de los matiners, segunda guerra carlista o campaña montemolinista, fue un conflicto bélico que tuvo lugar fundamentalmente en Cataluña entre septiembre de 1846 y mayo de 1849.
Se debió al fracaso de los intentos de casar a Isabel II con el pretendiente carlista, Carlos Luis de Borbón (Carlos VI en la nomenclatura de sus adeptos), que había sido pretendido tanto por algunos sectores moderados isabelinos —singularmente los liderados por Jaime Balmes y Juan Donoso Cortés— como por el carlismo. La reina terminaría casándose con su otro primo Francisco de Asís de Borbón.
Caracterizado por algunos historiadores como un conflicto antes que como una auténtica guerra, se trató fundamentalmente de un levantamiento popular en distintos puntos de Cataluña. El número de partidas carlistas en esta región alcanzaba a fines de 1847 unos 4000 hombres armados frente a un ejército regular formado por 40 000 soldados que dirigía Manuel Pavía. Los partidarios más destacados de la guerra anterior, incluido Ramón Cabrera, se lanzaron a las montañas de Cataluña. En esta ocasión, los carlistas tomaron también el nombre de montemolinistas. La acción de más importancia de esta nueva campaña fue la toma de Cervera hecha por Benito Tristany en la madrugada del 16 de febrero de 1847.
A mediados de 1848 surgieron partidas en Extremadura y en Castilla, que no consiguieron éxitos significativos. Las partidas de matiners («madrugadores», en catalán, en referencia a que las partidas hostigaban a las tropas a primeras horas de la mañana) colaboraron en ocasiones con insurrectos de ideología progresista o republicana, en lo que vino en llamarse «coalición carlo-progresista». Sin embargo, dicha coalición nunca llegó a existir realmente, sino que hubo meramente un acuerdo tácito, ya que ambos combatían a un enemigo común: el gobierno de Narváez.
A finales de 1848 el nuevo capitán general de Cataluña, Manuel Gutiérrez de la Concha, que sustituyó a Fernando Fernández de Córdova, consiguió debilitar la resistencia de las partidas carlistas. Esto, unido a los fracasos de sublevaciones carlistas en Guipúzcoa, Navarra, Burgos, Maestrazgo y Aragón, dificultó continuar con el conflicto. La guerra concluyó entre abril y mayo de 1849, cuando Cabrera y los Tristany cruzaron la frontera francesa ante la persecución del ejército gubernamental. El pretendiente Carlos Luis fue detenido en Francia cuando pretendía entrar en España.

## Origen y antecedentes

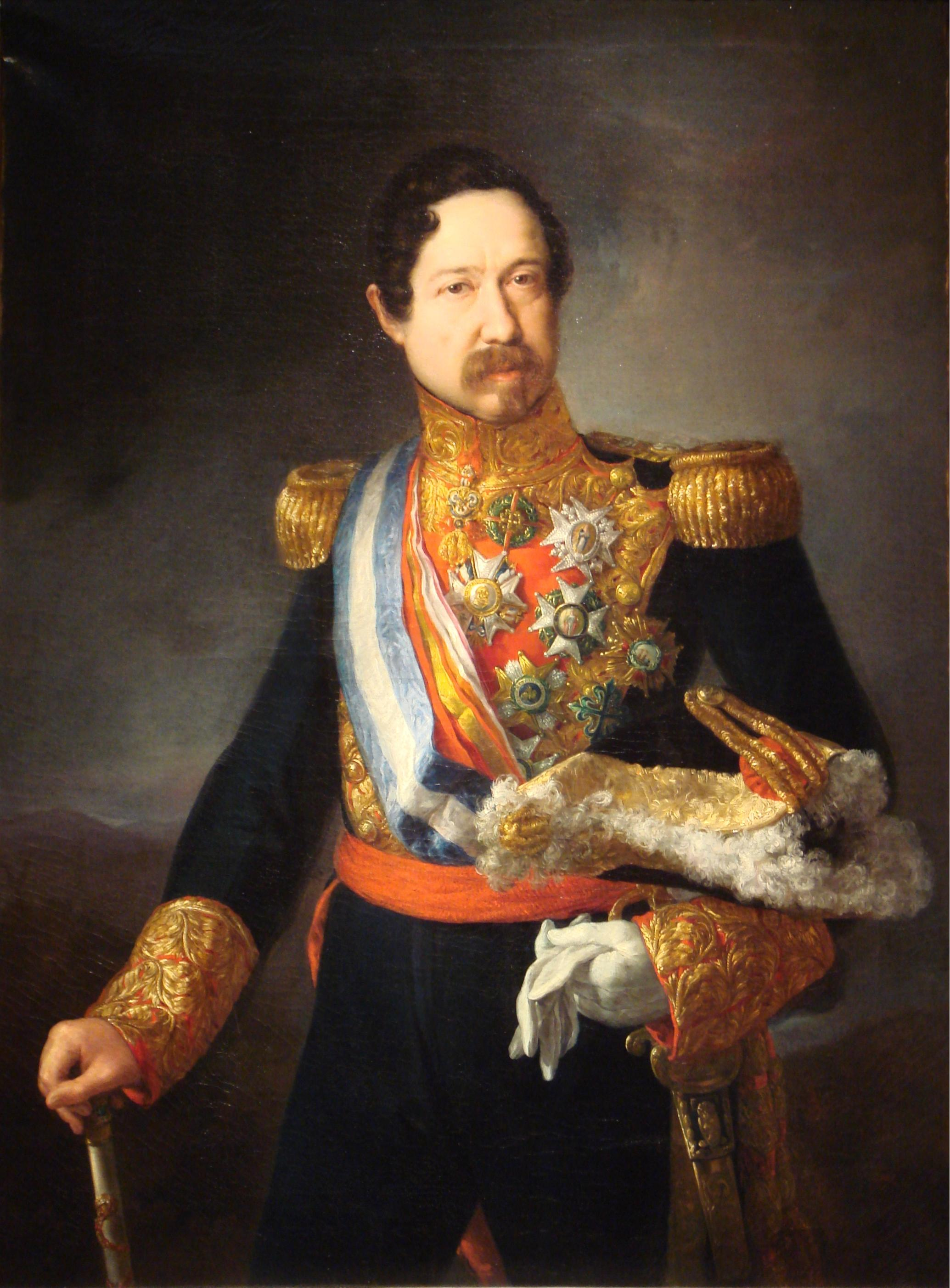
Ramón María de Narváez.

En Cataluña habían persistido bandas carlistas tras el fin de la primera guerra carlista, aunque actuaban más como bandoleros (trabucaires) que como guerrilleros. 
Ya en la década moderada, desacreditado el carlismo por la derrota en la primera guerra, abandonado por muchos de sus famosos defensores tras el convenio de Vergara y juzgado por muchos como incompatible con la civilización de la época, en octubre de 1844 Antonio de Arjona, representante de Carlos María Isidro, fundaba en Madrid el diario La Esperanza, a fin de mantener viva la causa carlista. El 18 de mayo del año siguiente, Don Carlos abdicó en su hijo primogénito, Carlos Luis de Borbón y Braganza, con la intención de que este procurase contraer matrimonio con su prima Isabel II y resolviese así el pleito dinástico.
Carlos Luis, titulado conde de Montemolín y conocido como Carlos VI por sus defensores, pensó entonces que era forzoso transigir con las circunstancias de la época, modificar algún tanto sus principios y admitir algunos de los progresos de la revolución liberal. Con este objeto dirigió a los españoles un manifiesto el 23 de mayo de 1845, que fue el acicate a que respondió con entusiasmo todo el partido montemolinista.
Uno de los principales valedores de la idea de casar a Isabel II con el conde de Montemolín era el clérigo catalán Jaime Balmes, quien inspiró un partido monárquico escindido del partido moderado. Pero el proyecto de matrimonio fracasó, entre otras cosas, debido a las exigencias de los carlistas (que no se conformaban con que Carlos Luis fuese el rey consorte), a la escasez de apoyos internacionales del pretendiente (especialmente en la Francia de Luis Felipe de Orleans), a la oposición de Narváez y al hecho de que a Isabel le desagradaba el aspecto físico de su primo, que padecía estrabismo. Finalmente, el 28 de agosto de 1846 se anunció el próximo matrimonio de la reina con otro de sus primos, Francisco de Asís de Borbón, que contaba con el apoyo de Francia.
A la cuestión dinástica se unió la crisis agraria e industrial de 1846, especialmente importante en Cataluña y algunas reformas impopulares de los gobiernos moderados de Ramón María Narváez como las quintas, el impuesto de consumos y la introducción de un sistema de propiedad liberal que entraba en contradicción con los usos comunales de la tierra. La crisis de 1846 había sido importante en Cataluña. Por una parte las comarcas más pobres y dependientes de la agricultura en las zonas de montaña tenían serias dificultades de suministro de alimentos desde 1840, lo que obligó a los distintos gobiernos a enviar ayudas económicas, siempre insuficientes, para paliar el hambre. En segundo lugar, la crisis que se estaba gestando en Europa en las actividades industriales incidió especialmente en la incipiente revolución industrial catalana a partir de 1840 y hasta 1846 con una disminución de la demanda exterior y la competencia desleal que suponía el contrabando. En tercer y último lugar, la introducción del sistema de reclutamiento de quintas privaba a las familias de manos útiles en momentos especialmente difíciles.[cita requerida]

## El conflicto

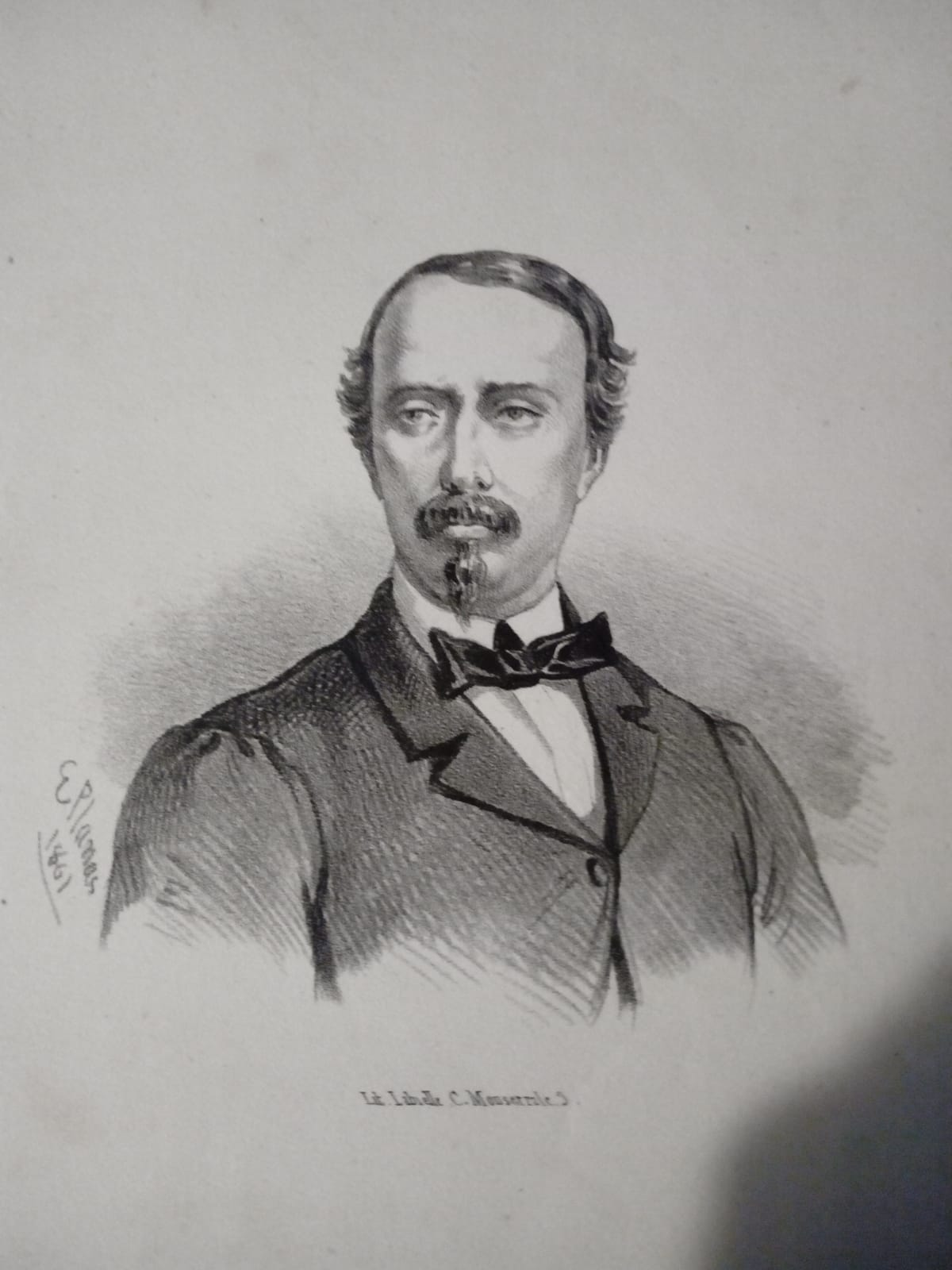
Carlos Luis de Borbón y Braganza, conde de Montemolín (Carlos VI).

Desechadas las proposiciones pacíficas de Carlos Luis de Borbón y Braganza —Carlos VI para los carlistas—, estos recurrieron de nuevo a las armas. En Bourges el conde de Montemolín lanzó una nueva proclama el 12 de septiembre de 1846, luego pasó a Londres para organizar sus proyectos y desde allí dirigiría la guerra. Dos días después, en compañía del general Montenegro y del marqués de Villafranca, marchó a Londres, desde donde dirigiría la guerra. Estaba incomodada Inglaterra por el casamiento de la infanta María Luisa con el duque de Montpensier, por lo que, sin perjuicio de dar también auxilios al infante Enrique y a los progresistas españoles para que se sublevasen, acogió bien al príncipe, recibiéndole la sociedad inglesa como rey, visitándole Lord Palmerston, defendiendo la prensa su causa y negándose el gobierno a asegurar su persona conforme lo pedía Guizot. Al poco tiempo publicó una proclama anunciando que había llegado el momento que había querido evitar y llamando a las armas a los españoles. Se creó una Junta vasconavarra que publicó un manifiesto para el alzamiento de las Provincias, a los gritos de ¡viva el rey! y ¡vivan los fueros!; pero obtuvo poco éxito.
En cambio, en Cataluña tuvo éxito la rebelión, que dio comienzo a finales de 1846. Empezando por Solsona, se formaron diversas partidas guerrilleras, que no sobrepasaban los 500 hombres a comienzos de 1847, y que atacaban fundamentalmente a funcionarios públicos y a unidades militares. Estas partidas actuaban al modo de las guerrillas y estaban integradas por grupos poco numerosos de hombres con un cabecilla. Actuaban en la zona donde tenían su residencia y eran buenos conocedores del terreno. Los cabecillas, bien provenían de los carlistas no depurados de la primera guerra y que se habían mantenido en el terreno; bien de aquellos que se habían visto obligados a huir a Francia y que regresaban aprovechando el descontento social, o bien de nuevos elementos pertenecientes a un carlismo menos absolutista.[cita requerida]

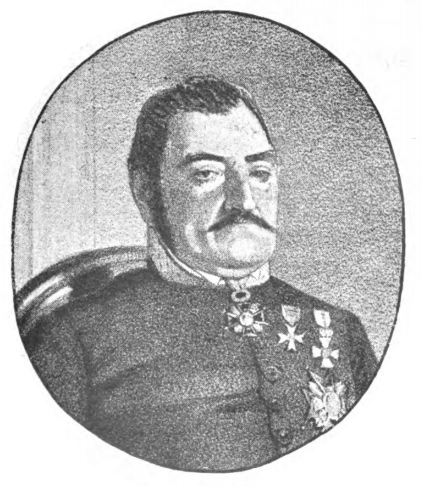
Bartolomé Porredón (Ros de Eroles).

El líder más importante de este primer momento fue el sacerdote Benito Tristany, quien, junto con Porredón (Ros de Eroles) y 300 hombres bien armados, en febrero de 1847 protagonizó una entrada en Cervera para hacerse con fondos y munición. Los carlistas entraron después en Guisona, apareciendo en seguida diferentes partidas, especialmente en la Alta Cataluña y en el Ampurdán, que recorren el país, le ponen a contribución y tratan de alzarle en armas a los gritos de ¡fuera los extranjeros! y ¡unión de todos los españoles!
El capitán general, Manuel Pavía, se puso en movimiento y tuvo la suerte de derrotar a Tristany y cogerle prisionero, fusilándole, con otros de sus compañeros, el 17 de mayo. Porredón, que había caído enfermo después de entrar en Cervera, fue descubierto en las casas de Vilá casi al mismo tiempo y cosido a bayonetazos en la cama, fusilándose a su yerno y ayudante de campo, que quiso defenderle. Con la muerte de estos dos jefes dio el gobierno liberal por terminada la guerra; pero no fue así, pues aparecieron nuevas partidas, como la de Tintoret en Igualada. A Pavía sucedió Concha en el mando del ejército liberal del Principado que ascendía a 40 000 hombres disponibles, publicando una proclama concediendo indulto a los carlistas en armas; pero estos, preguntados por sus jefes, rechazaron el indulto, y la guerra prosiguió sosteniéndola los tres sobrinos de Tristany (Antonio, Francisco y Rafael), Boquica, Marsal (Marcelino Gonfaus), Caletrus, Sobrevias, el Muchacho y otros muchos, que si bien eran batidos, se retiraban para volver a presentarse en seguida.

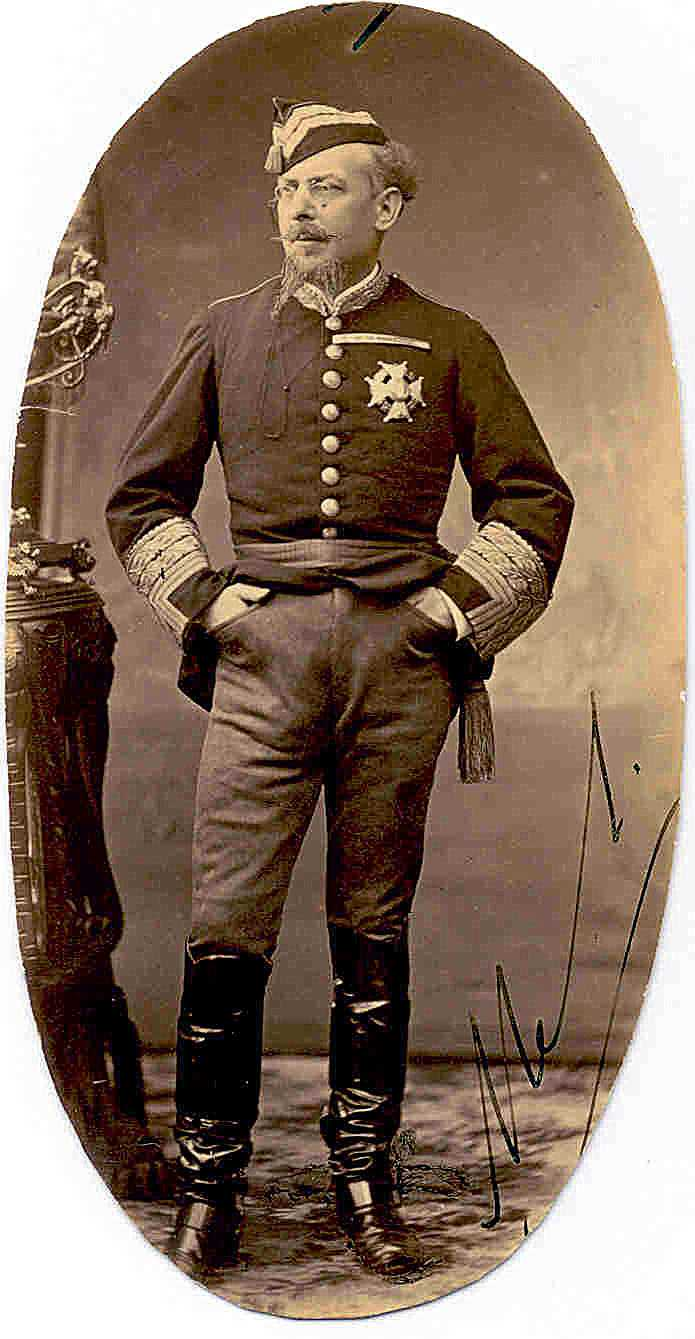
Manuel Pavía.

Según la Enciclopedia Espasa, los carlistas, cumpliendo órdenes terminantes de Don Carlos, «mostraban una gran humanidad, mayor que sus enemigos, en el modo de hacer la guerra». Concha reemplazó otra vez Pavía, quien comenzó una terrible persecución contra los montemolinistas, reduciéndoles, en el término de dos meses, a dispersarse y ocultarse, refugiándose en Andorra o volviendo a sus casas; cazando como fieras a los que intentaron mantenerse en armas, de modo que a fines de 1847 parecía estar pacificado el Principado catalán. Aunque también este año aparecieron partidas carlistas en Galicia, León, Burgos, Ávila y Toledo, no llegaron a tener importancia.
En realidad, la guerra carlista era como el barómetro que marcaba los grados de la presión revolucionaria, sirviendo de contentivo a los liberales más exaltados. Sin embargo, estos, dirigidos por Inglaterra y por las logias masónicas, no dejaban de continuar su camino, con más o menos obstáculos. Los progresistas no cejaban en ser instrumento de ella. En Londres, Espartero, con Gurrea y Gómez de la Serna; en París, Mendizábal, en Burdeos, Capaz, y en Lisboa, Infante, organizaban Juntas que conspiraban también contra el gobierno del partido moderado.
La represión enérgica de Narváez en 1844 no los desanimó, y al año siguiente ocurrieron insurrecciones en Cataluña, conspiraciones militares en Málaga, motines en Madrid y otros puntos. En el mismo año en que se casó la reina con su primo Francisco de Asís, estallaron sublevaciones militares en Oviedo, Santiago, Lugo, Vigo, Logroño, Cartagena y otros sitios, teniendo lugar los llamados fusilamientos de Carral y siendo sorprendida la guarnición de Pamplona en flagrante conspiración.

### Alzamiento carlista de 1848

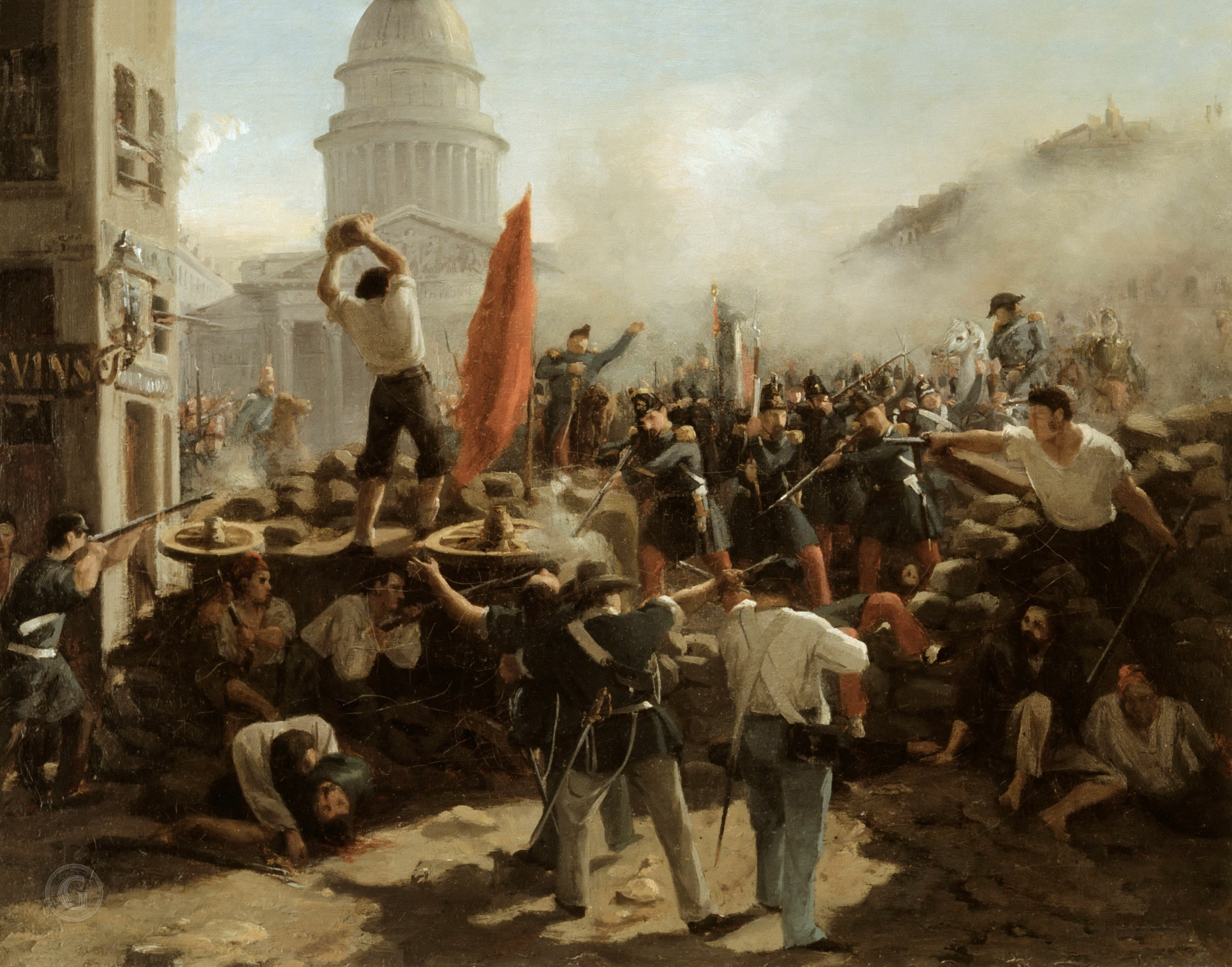
Barricada en París en febrero de 1848, por Horace Vernet.

En 1848 estalló la revolución general en los países católicos, Austria, Italia, Francia y España, demostrando la casi simultaneidad de ella (enero y febrero) en todos estos que obedecía a un plan general. En Austria, sublevada Viena, fue arrojado del poder Metternich, que tuvo que huir al extranjero. En Francia estalló la Commune, huyendo Luis Felipe y proclamándose la Segunda República Francesa (24 de febrero); en Italia, todos los soberanos tuvieron que dar Constituciones, se gritó ¡abajo el Papa!, estalló la revolución en Roma y Pío IX tuvo que refugiarse en Gaeta, y en España estallaron siete conspiraciones revolucionarias, algunas francamente republicanas, siendo la más importante la de Cataluña, que ofreció la particularidad de intentar el establecimiento de una república presidida por el infante Enrique (el ciudadano Enrique María, como le llamaban), siendo muchos fusilados y centenares de ellos deportados a Filipinas.
Todo esto produjo el incremento del carlismo, aumentándose el número de los carlistas en Cataluña. Brujó fue nombrado comandante general interino en tanto no llegase Cabrera; y el general José Borges lo fue de la provincia de Tarragona. El 21 de febrero las fuerzas de Borges, Castells y Caletrus se apoderaron de Igualada, llegando después Borges hasta Sants, a las puertas de Barcelona. También el general Masgoret entró en España, dando el 1 de abril una proclama, atacando al gobierno de Isabel II y excitando a los pueblos a tomar las armas por Don Carlos.

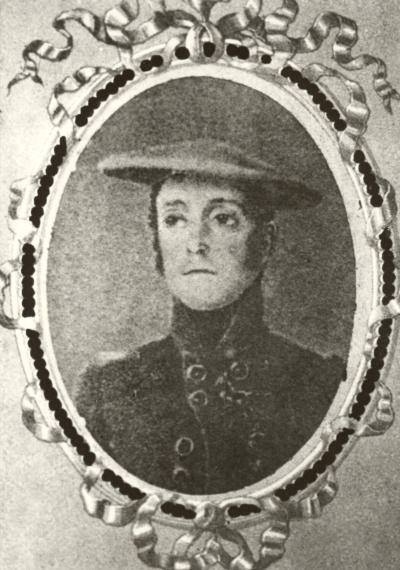
Joaquín Julián de Alzáa.

Este se propuso intensificar la guerra y extenderla. Para Guipúzcoa nombró comandante general a Joaquín Julián de Alzáa, su gentilhombre, que ya había, como hemos visto, tratado de volver a levantar las Vascongadas, y entró en España, por Navarra, el 23 de junio. Escondido cerca de Tolosa, preparaba la sorpresa de la Fábrica de Armas de Plasencia y del castillo de Santa Bárbara de Hernani, lo que, de acuerdo con un oficial isabelino, debía realizarse el día 28; pero el comandante general liberal tuvo noticia de ello y relevó la guarnición, por lo que Alzáa salió a campaña al frente de unos 60 hombres, la mayor parte oficiales carlistas de la última guerra. El pueblo no le secundó y el capitán general de las Vascongadas (el excarlista marqués de la Solana) envió contra su antiguo compañero las columnas del brigadier Zapatero y del coronel Dameto; y alcanzado por este fue batido y hecho prisionero, siendo fusilado al día siguiente en el pueblo de Zaldivia (3 de julio de 1848).
Elío fue designado capitán general del ejército del Norte, pero el fusilamiento de Alzáa fracasó el alzamiento, y si bien Elío (que no llegó a entrar en España) dirigió una proclama a los navarros, estos tampoco respondieron como se esperaba. Se alzaron, así y todo, varias partidas, al mando de Zabaleta, Ripalda, Zubiri y otros (en total unos mil hombres), que perseguidas sin descanso por el general Villalonga no tardaron en disolverse.

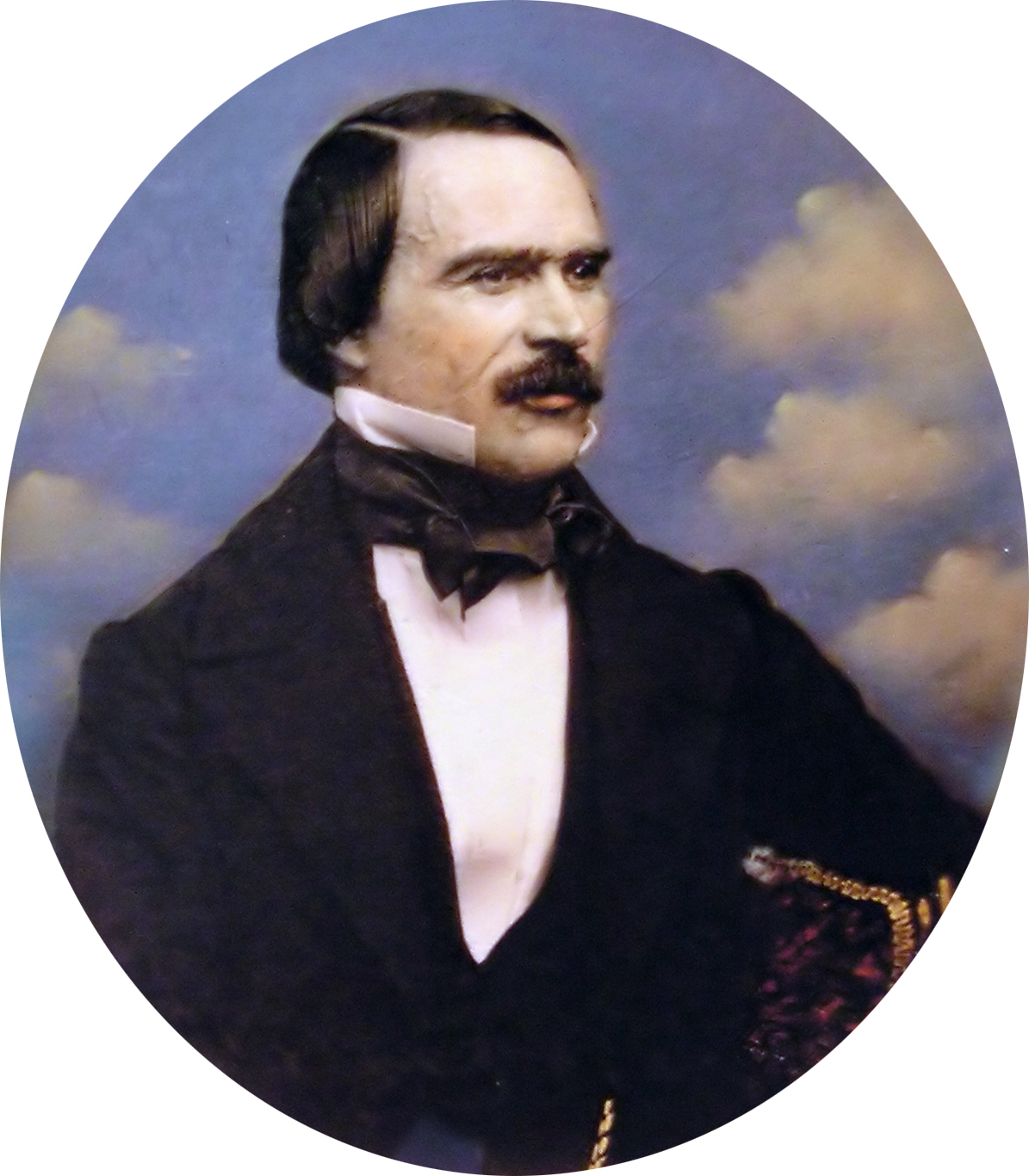
Daguerrotipo de Ramón Cabrera.

Ramón Cabrera se hallaba en Lyon cuando comenzó la guerra, en su opinión la nueva lucha no tenía ninguna posibilidad de éxito, y cuando se le instó contestó: 

“Mi deber de súbdito y de soldado me impone el de obedecer las órdenes del rey; mas creo francamente que la causa de éste está interesada en que no se agiten de nuevo todos los recursos con que cuenta en España; yo opinaré siempre por que en las fragosidades de Cataluña se sostenga la guerra de guerrillas, a fin de atraer las fuerzas y perpetuar, si es posible, la inquietud y los recelos del gobierno de Madrid; mas de esto a una guerra en que se equilibren nuestras fuerzas con las del enemigo, creo que hay una distancia inmensa”.

El 23 de junio de 1848 atravesó la frontera francesa e intentó organizar lo que denominó el Ejército Real de Cataluña sin mucho éxito, y tampoco pudo entrar en el Maestrazgo.[cita requerida]
Cabrera entró en España el 28 de junio por la noche, juntamente con Forcadell y Palacios. Convocó varias partidas y al frente de unos mil hombres se presentó el día 26 a 7 leguas de Barcelona, trabando en Gavá una acción que le fue ventajosa. Las fuerzas carlistas fueron creciendo hasta llegar a contar unos 6000 hombres. Con ellos no podían librarse grandes combates, por lo que Cabrera se mantuvo a la defensiva, realizando sorpresas, entrando en poblaciones y fatigando a los 30 000 hombres que mandaba Pavía. Pensó Cabrera en llevar la guerra al Maestrazgo pasando el Ebro; pero tuvo que replegarse, y alcanzado en Estany por la columna del brigadier Manzano, salvarse en la retirada.

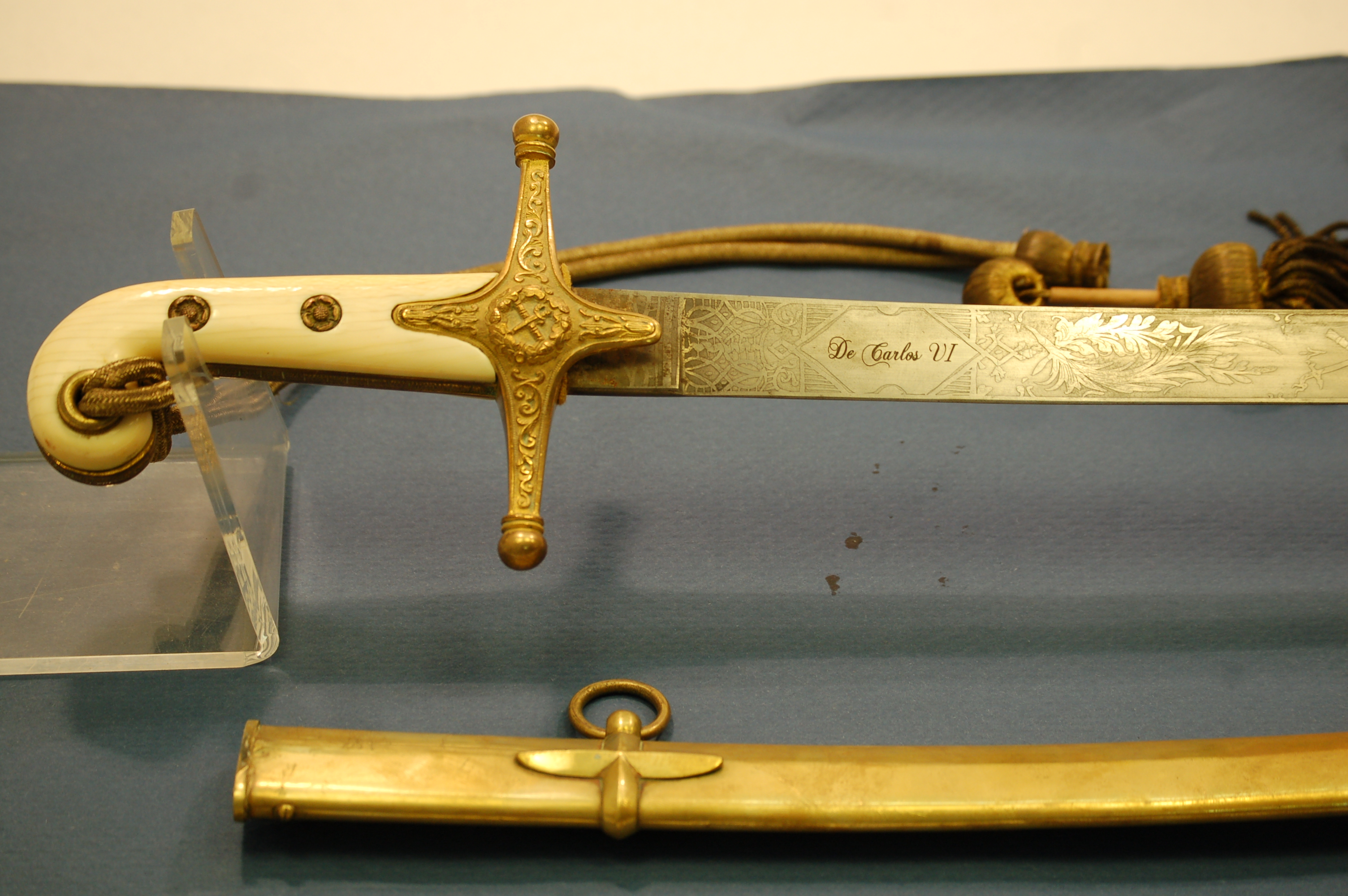
Espada del general Ramón Cabrera, obsequio de Carlos VI.

De todos modos el ejército carlista tardaba en crecer y tropezaba con serias dificultades. Narváez había logrado dominar las sublevaciones progresistas y republicanas y su severidad de dictador imponía a no pocos. El peligro de la revolución se veía como menos apremiante y los liberales esparcieron la voz de que Don Carlos había convenido con Inglaterra un tratado librecambista perjudicial para la industria catalana, y de que Cabrera se había liberalizado. Pavía, excitado por Narváez para terminar la guerra, repartió 6000 fusiles entre liberales de confianza, intensificó las rondas, hizo fortificar algunas poblaciones y excitó a los pueblos haciéndoles algunas promesas, para que ayudasen a combatir a los carlistas; y como todo esto no bastase, abrió tratos para comprar la sumisión de algunos jefes, comenzando negociaciones con el comandante Miguel Vila (Caletrus), el brigadier José Pons (Pep del Oli) y otros, que por entonces no se terminaron.

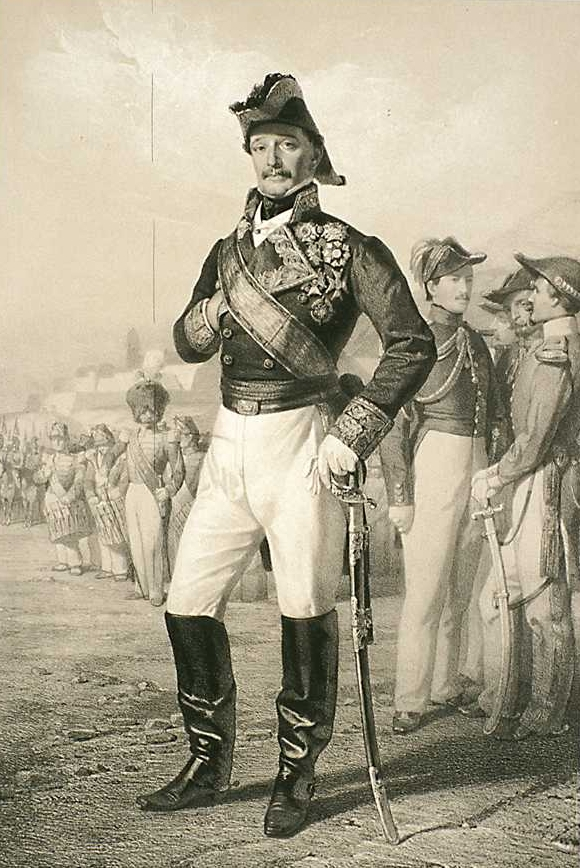
Fernando Fernández de Córdova, II marqués de Mendigorría.

En septiembre fue sustituido Pavía por Fernández de Córdoba, bajo cuyo mando tomó la guerra mayor incremento, con ventaja para los carlistas, pues si bien Caletrus y Pep del Oli acabaron por pasarse a las filas liberales, Forcadell y Palacios lograron pasar al Maestrazgo y sostenerse en él por algún tiempo, hasta que fueron batidos en Pinell y Vallmoll; teniendo que retirarse a la montaña, en donde estuvieron hasta el fin de la guerra, en que volvieron a pasar a Francia. 
En cambio, los carlistas entraron en varias poblaciones, apoderándose Masgoret del fuerte de La Bisbal, haciendo prisionera a la guarnición. Una columna enviada por Fernández de Córdoba a las órdenes del general Paredes fue derrotada por Borges en Esquirol; y la del coronel Manzano fue vencida por Cabrera en Aviñó, haciéndola este 400 prisioneros, entre ellos el jefe liberal, que fue por una casualidad libertado a los pocos días por el general Paredes. En Barcelona se tramó una conspiración para entregar a Cabrera varias plazas fuertes y el castillo de Montjuich; pero descubierta fue sangrientamente castigada. Fernández de Córdoba usó de una mayor severidad con los prisioneros carlistas que sus predecesores, pues si bien se negó a fusilarlos, como lo quería Narváez, no hicieron lo mismo algunos de sus subordinados, y desde luego se los deportaba a Filipinas; conducta que contrasta con la de Cabrera, que en esta ocasión no quería usar de represalias y proponía siempre el canje.

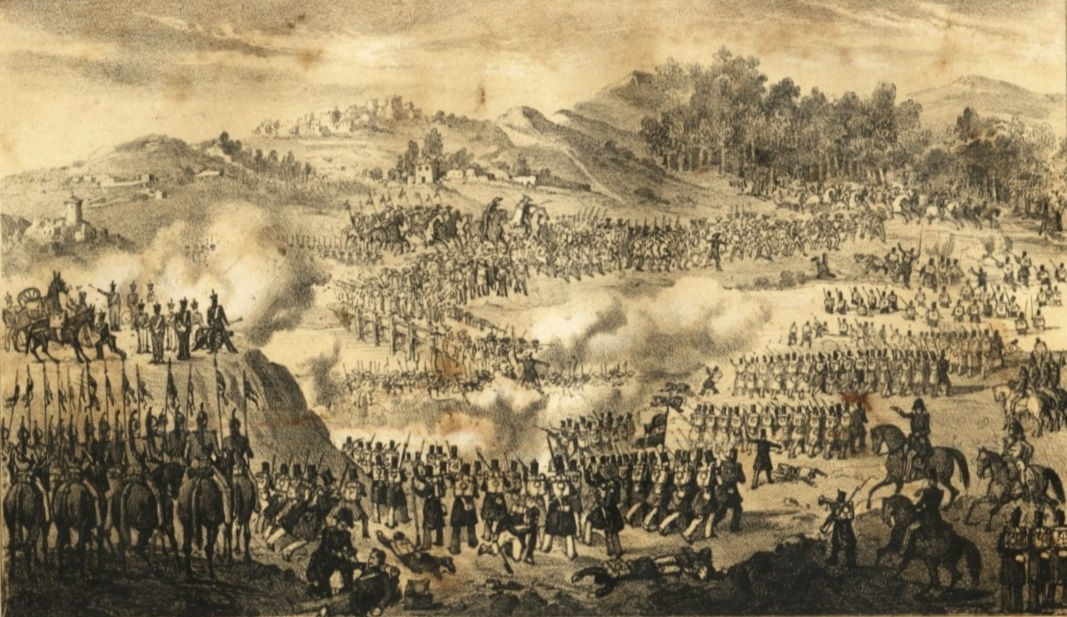
Batalla del Pasteral (del 26 al 27 de enero de 1849).

Fernández de Córdoba dimitió finalmente el mando y vino otra vez Concha a ponerse al frente del ejército liberal el 3 de diciembre de 1848. Las fuerzas carlistas se habían aumentado hasta 10 000 hombres, si bien los jefes eran por lo general poco disciplinados, lo que imposibilitó un plan general, operando muchos por su cuenta. Con todo, el país era recorrido por ellos, atacando poblaciones importantes, como Manresa y Mora de Ebro. Cabrera tenía su cuartel general en Amer (Gerona), en donde organizaba sus fuerzas, teniendo en El Pasteral talleres y tratando de establecer una fundición de artillería. Desde allí enviaba expediciones para cobrar los impuestos, reclutar voluntarios y sitiar poblaciones como Vich, Olot y Solsona, y salía para hacer frente á las columnas liberales de Nouvilas y otros jefes enemigos.
Concha estableció su cuartel general en Gerona y dio comienzo a sus operaciones el 11 de enero de 1849. Envió a Quesada contra Borges, que, al frente de mil infantes y 40 caballos le hizo frente en Selma, si bien tuvo que retirarse con bastantes pérdidas. Contra Cabrera dispuso tres columnas, al mando de Ruiz, Nouvilas y Ríos. La primera de éstas atacó El Pasteral, siendo rechazada, poniéndola Cabrera en situación apurada, hasta que acudiendo las otras dos, lograron pasar el Ter; y herido Cabrera de un balazo en un muslo tuvo que retirarse tras los combates del 26 y 27 de enero de 1849.
No sólo se pusieron en acción las armas para reducir a los carlistas, sino que también se recurrió a la seducción y al soborno. Se intentó varias veces envenenar a Cabrera. Valiéndose de un sacerdote que se hizo amigo suyo, se logró echar el veneno en la comida, pero habiendo sido visto el hecho por un primo del jefe carlista, este convidó a comer al envenenador, haciéndole tragar el manjar envenenado; y aunque al confesar su delito se le hicieron todos los remedios para salvarle, no fue ello posible. Mayor resultado dio a los liberales el soborno y el reconocimiento de grados, merced a lo cual lograron varias defecciones, viéndose Cabrera precisado a realizar varios fusilamientos y a dar una proclama a sus tropas para ver de contrarrestar tales manejos. Así y todo se pasaron a las filas liberales varios jefes, como Posas, que vendió su partida entregándola al general liberal Mata, quien tuvo que imponerse para lograr que los soldados se sometiesen, pues a los gritos de ¡antes morir! ¡mueran los traidores y cobardes! trataron de resistirse, no logrando éxito por estar rodeados por el enemigo.
También quiso hacerse en Cataluña algo de lo que Muñagorri y Avinareta hicieron en las Vascongadas al final de la guerra anterior. El barón de Abella, rico propietario de Cardona, de acuerdo con los liberales, fundó la Hermandad de la Concepción, para ir apartando a los catalanes de la causa carlista. Era el barón amigo de Rafael Tristany (uno de los tres sobrinos de Benito Tristany, quien se batían en las filas carlistas, y otro de los cuales, llamado Antonio, había sido preso por varios mozos de escuadra mientras estaba hablando con su prometida) y trató de seducirle para que entregase a Cabrera. Aparentó acceder y se convino el plan, en ejecución del que fueron Tristany y el barón adonde estaba Cabrera, quien hizo prender y fusilar al segundo, así como a otras personas que, de las cartas que se le ocuparon, resultaban comprometidas en la conjura. También el coronel liberal Leonardo Santiago entró en tratos con el tercer Tristany (Francisco) para que entregase a Cabrera, e igualmente aparentó acceder el requerido, que percibió 15 000 duros (que entregó al caudillo tortosino) y estuvo a punto de hacer perecer al coronel y a sus tropas, preparándoles una emboscada, de la que sólo pudieron escapar con grandes pérdidas, después de un rudo combate y a merced de la noche.
Más grave contratiempo representó para Cabrera la pérdida de 6000 fusiles que le enviaba Romualdo María Mon, ministro de Don Carlos, y los cuales, por infidelidad del encargado de entregarlos, Enrique Téllez, fueron a parar a poder del cónsul español en Marsella.

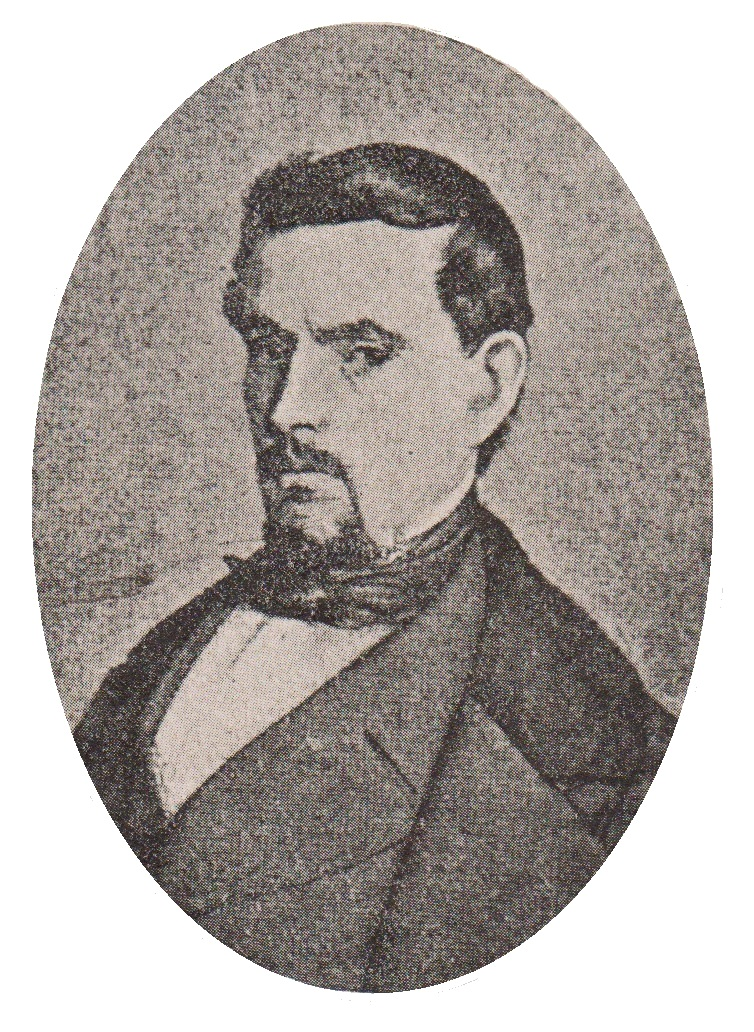
Marcelino Gonfaus, alias «Marsal».

Todas estas contrariedades y más que nada la resistencia a la disciplina y subordinación de los jefes de partida desalentaron a Cabrera, quien para reanimar la guerra instó al conde de Montemolín para que viniese a Cataluña. Animoso el príncipe, accedió a lo que su general le pedía y salió de Londres el 27 de marzo, atravesando toda Francia; pero ya en la frontera, en San Lorenzo de Cárdenas, seis aduaneros franceses, disfrazados de catalanes, le intimaron que se diese preso; trató de huir, y al saltar una zanja cayó en ella, prendiéndosele y llevándosele a la fortaleza de Perpiñán.
Coincidiendo con este contratiempo, ejerció el ejército liberal, que constaba de unos 50 000 hombres, una activa persecución de los carlistas. El excarlista Pons (Pep del Oli), al frente de una brigada, acosaba a los Tristany en los montes de Segarra; Lafont, Manzano y Lasala, con sus columnas, vencían a otros jefes carlistas, y uno de éstos, Marsal, acorralado en Bañolas por las cuatro columnas de Ríos, Hore, Ruiz y el cuartel general, fue derrotado y preso, acogiéndose a indulto. Intentó Cabrera diversificar las fuerzas liberales y envió parte de las suyas, al mando de Arnau y de Pascual Gamundi (investido del cargo de comandante general) al Alto Aragón, las cuales hicieron prisionera a una compañía de miñones, prendieron a 40 guardias civiles en Calamocha y entraron en Molina de Aragón; pero perseguidas por fuerzas superiores tuvieron que regresar a Cataluña, repasando el Cinca y siendo vencidas en Castelflorite por la brigada de Domingo Dulce. 

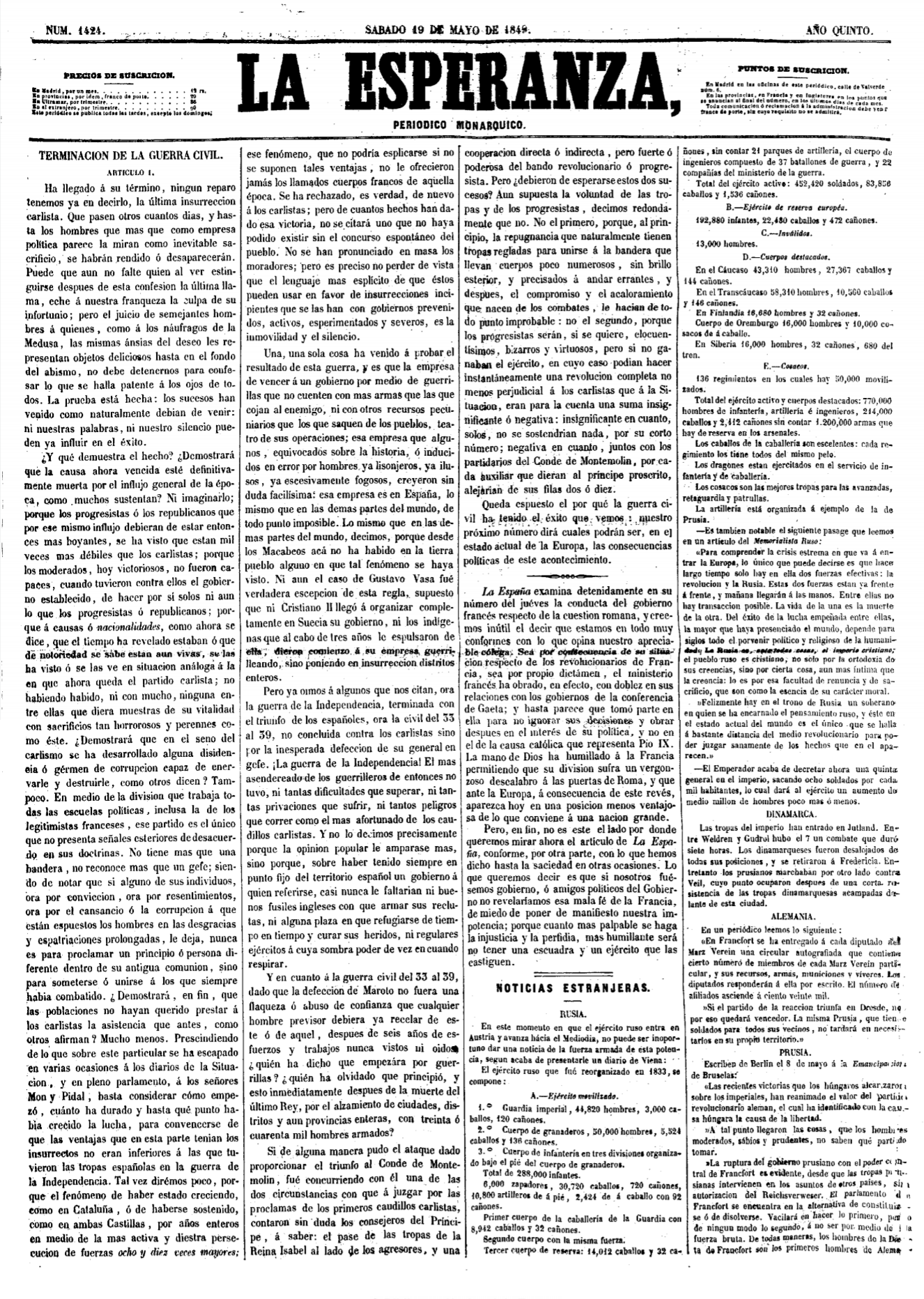
Editorial del diario carlista La Esperanza tras constatarse la derrota de los montemolinistas en 1849.

Cabrera, con poca gente, se retiró a la sierra; pero acosado en ella y siéndole imposible sostener la lucha por más tiempo, pasó a Francia con algunos de los suyos el 23 de abril de 1849, siendo presos en Err y llevado aquel a la fortaleza de Tolón. Las partidas que quedaron se fueron sometiendo o internándose en Francia, siendo los Tristany los últimos en abandonar la lucha y expatriarse el 18 de mayo. El 8 de junio del mismo año concedió Narváez una amplia amnistía a los carlistas, por virtud de la cual regresaron a España muchos de éstos, Casa-Eguía, Villarreal, Zaratiegui y Montenegro, entre ellos.
En junio de 1849 el gobierno publicó un decreto amnistiando a los carlistas. Más de 1400 regresaron a España, mientras otros decidieron quedarse en Francia. Muchos de los veteranos carlistas que regresaron combatieron más tarde en la guerra de África (1859-1860).
El periodista Pedro de la Hoz, director del diario carlista La Esperanza, atribuyó la derrota al hecho de no haberse producido dos circunstancias. La primera era que los carlistas alzados en armas, debido a su escaso número, no habían tenido posibilidades de atraer a su causa a una parte del Ejército y, la segunda, que tampoco habían contado con una cooperación fuerte del bando revolucionario o progresista. Sin embargo, ante la hipótesis de que se hubiera producido esto último, La Hoz añadía que «por cada auxiliar que [los progresistas] dieran al príncipe proscrito, alejarían de sus filas dos o diez» y afirmaba que la revolución que los progresistas pretendían hubiera sido tan perjudicial para los carlistas como para el gobierno de aquel entonces.

### Partidas en otras regiones de España
En La Mancha levantó la bandera carlista el coronel Vicente Sabariegos, que recibió a poco una herida, viéndose obligado a pasar a Portugal. En Extremadura reapareció Mariano Peco al frente de unos 200 hombres, así como algunas pequeñas partidas, pero tampoco fue secundado el movimiento, escapando Peco, que fue poco después preso en Madrid. En la misma Madrid se realizaron trabajos para levantar una partida que saliese a campaña operando en combinación con las fuerzas de Cabrera; mas descubiertos por la policía, se prendió a los principales comprometidos y fracasó la empresa. Para organizar y dirigir las fuerzas carlistas en Andalucía vinieron desde Londres el general Gómez, nombrado comandante general de aquella región, y Arévalo como segundo, con otros nueve jefes más. Sin embargo, aunque se levantaron partidas en Cabra, Baldicio, Cazlona, Quintanar y Guadalcanal, no llegó a prosperar el alzamiento, por lo que se volvieron a Inglaterra. En Aragón se hizo también poco, y una partida del llamado Cojo de Cariñena, acosada por tropas liberales, se acogió a indulto en Calatayud el 2 de agosto de 1848.